# La Lupita
La Lupita es una banda de rock, procedente de México que conformaron el auge del rock en español de la década de los 90's en México.

## Historia
La Lupita fue formada originalmente en 1991 por Lino Nava (guitarra), Héctor Quijada (teclado y voz), Alfonso "Poncho" Toledo (bajo), Ernesto "Bola" Domene (batería) y Rosa Adame (voz). El grupo se puede definir como un grupo de rock fusión, creando un sonido propio mezclando muchos ritmos tales como el funk, el hard rock, la música folclórica mexicana, el disco y el punk.
La Lupita tocó por primera vez en público el 20 de agosto de 1991 en el Ciro's de Guadalajara, abriendo un concierto de Cuca.
El grupo se dio a conocer masivamente en 1992 con la salida de su primer disco "Pa' servir a ud." Este disco fue lanzado por el sello discográfico Culebra Records, que apoyó a casi todas las bandas emergentes de rock durante su apogeo al principio de los 90.
En 1994 sacaron al mercado su segunda entrega, "Que bonito es casi todo", con la cual La Lupita terminó de darse a conocer dentro y fuera de México.
En 1996 lanzaron su tercer disco, "Tres-D", que marca la pauta para un cambio en el sonido que habían estado manejando, el cual cambia en dirección al gusto del público masivo, que poco a poco comienza a alejarse del rock. Quizá por esa razón, algunos temas de "Tres-D" como "Ja, ja, ja" logran el éxito en la radio y los canales de vídeos musicales.
"Caramelo Macizo", su cuarto álbum, salió la venta en 1997, y ahí se puede apreciar una Lupita replanteada, dispuesta a adaptarse en un nuevo México donde los jóvenes consumidores demanda con regularidad nuevos sonidos y nuevas propuestas cada temporada.
En el 2001, Rosa Adame salió del grupo para dedicarse a la maternidad, pero su esposo Héctor Quijada permaneció como vocalista. Antes de la salida de su quinto disco, "Bola" Domene y "Poncho" Toledo también dejaron el grupo dejando sus lugares a Tomás Pérez y Miguel Rodríguez, respectivamente.
Con la nueva alineación salió "Lupitología" en el 2004, el cual es un álbum que reseñó sus anteriores éxitos y entrega también temas nuevos como "A Obscuras" o "Sussy Gasolina". El grupo trabajó para darse a conocer una vez más, con una nueva imagen y un nuevo sonido.
En junio de 2009 fue el regreso de la banda a su alineación original para una serie de conciertos, y con motivo de los 10 años del Festival Vive Latino se presentaron el sábado 27 de junio con un gran éxito y buena recepción del público.
En 2012 el grupo promocionó su material discográfico "Te Odio", con los sencillos "Maldito Amor" y "No Voy A Volver".
En 2016, Rosa Adame regresó a La Lupita como parte de la gira de 25 años de la banda.
En 2021 lanzaron el sencillo "Linda chica rocker", el cual forma parte de su nuevo material "Tormenta", lanzado en 2022, año en que se presentaron en el Teatro Metropólitan con motivo de sus 30 años de trayectoria. El show se caracterizó por la ausencia de Lino Nava, quien, en palabras de Héctor "sufrió una descompensación" poco antes del concierto. Contó con la actuación especial de Dr. Shenka.
El integrante y fundador del grupo, Lino Nava, falleció el 7 de mayo de 2024 después de librar una dura batalla contra el cáncer.

## Miembros originales
- Héctor Quijada: Voz
- Lino Nava: Guitarra (DEP)
- Rosa Adame: Voz
- Ernesto "Bola" Domene: Batería
- Poncho Toledo: Bajo

## Miembros actuales
- Héctor Quijada: Voz
- Roberto Palomo: Bajo
- Mersi: Batería
- Erik Gracia: Teclados y acordeón
- Rosa Adame: Voz
- El "Niño" Márquez: Guitarra

## Otros miembros
- Miguel Rodríguez: Bajo
- Luis Fernando Alejo: Bajo
- Tomás Pérez Ascencio: Batería
- Paco Godoy: Batería
- Adrián Infanzón: Bajo
- Memo Infanzón: Batería

## Discografía

### Álbumes de estudio
- Pa' servir a Ud. (1992)
- Qué Bonito es Casi Todo (1994)
- Tres-D (1996)
- Caramelo Macizo (1998)
- Te Odio (2012)
- Tormenta (2021)

### Compilaciones
- Rock En Español - Lo mejor de La Lupita (2001)
- Lupitología (2004)
- Este Es Tu Rock: La Lupita  (2006)

### Sencillos
- Gavilán o paloma: Incluido en "Un Tributo (a José José)" (1998)
- El perrito maltés: Incluido en "Los Cuates de Chabelo" (1999)
- 2 temas (2002)
- ¿Cómo será la mujer?: Incluido en "Rigo es Amor", tributo a Rigo Tovar (2006)
- La Banda Borracha (2018)

### Otros
- Con frenesí: Banda sonora de la película "Historias del Desencanto" (2005)
- Llévame: Banda sonora de la película "Kilómetro 31" (2006)